# Liste des maires de Mississauga
Cette liste recense la liste des maires de Mississauga, Ontario, Canada. Elle inclut les deux maires de la ville de Mississauga (Town of Mississauga) (1968 à 1973) et de l'actuelle cité de Mississauga (City of Mississauga) (depuis 1974).

## Ville de Mississauga
Avant 1968, Mississauga était représenté par des préfets par les cantons de Clarkson (en), Cooksville (en), Dixie (en), Erindale (en), Lakeview (en), Lorne Park (en), Malton, Meadowvale (en), Sheridan et Toronto Township (en).
| No. |  | Maire        | Début | Fin  | Notes                                                             |
| --- |  | ------------ | ----- | ---- | ----------------------------------------------------------------- |
| 1   |  | Robert Speck | 1968  | 1972 | Ancien préfet de Toronto Township (en). Mort en fonction en 1972. |
| 2   |  | Chic Murray  | 1972  | 1973 | Maire intérimaire, nommé par le Conseil après le décès de Speck.  |

## Cité de Mississauga
La Cité de Mississauga est formée avec la fusion de la ville de Mississauga avec Port Credit et Streetsville (en).
| No. |  | Maire           | Début | Fin  | Notes                                                  |
| --- |  | --------------- | ----- | ---- | ------------------------------------------------------ |
| 3   |  | Martin Dobkin   | 1973  | 1976 | Premier maire de la Cité de Mississauga.               |
| 4   |  | Ron Searle      | 1976  | 1978 | Ancien conseiller municipal de la ville et de la cité. |
| 5   |  | Hazel McCallion | 1978  | 2014 | Ancienne mairesse de Streetsville (en).                |
| 6   |  | Bonnie Crombie  | 2014  |      | Ancienne conseillère municipale et député fédérale.    |